# Cambridge Mosque

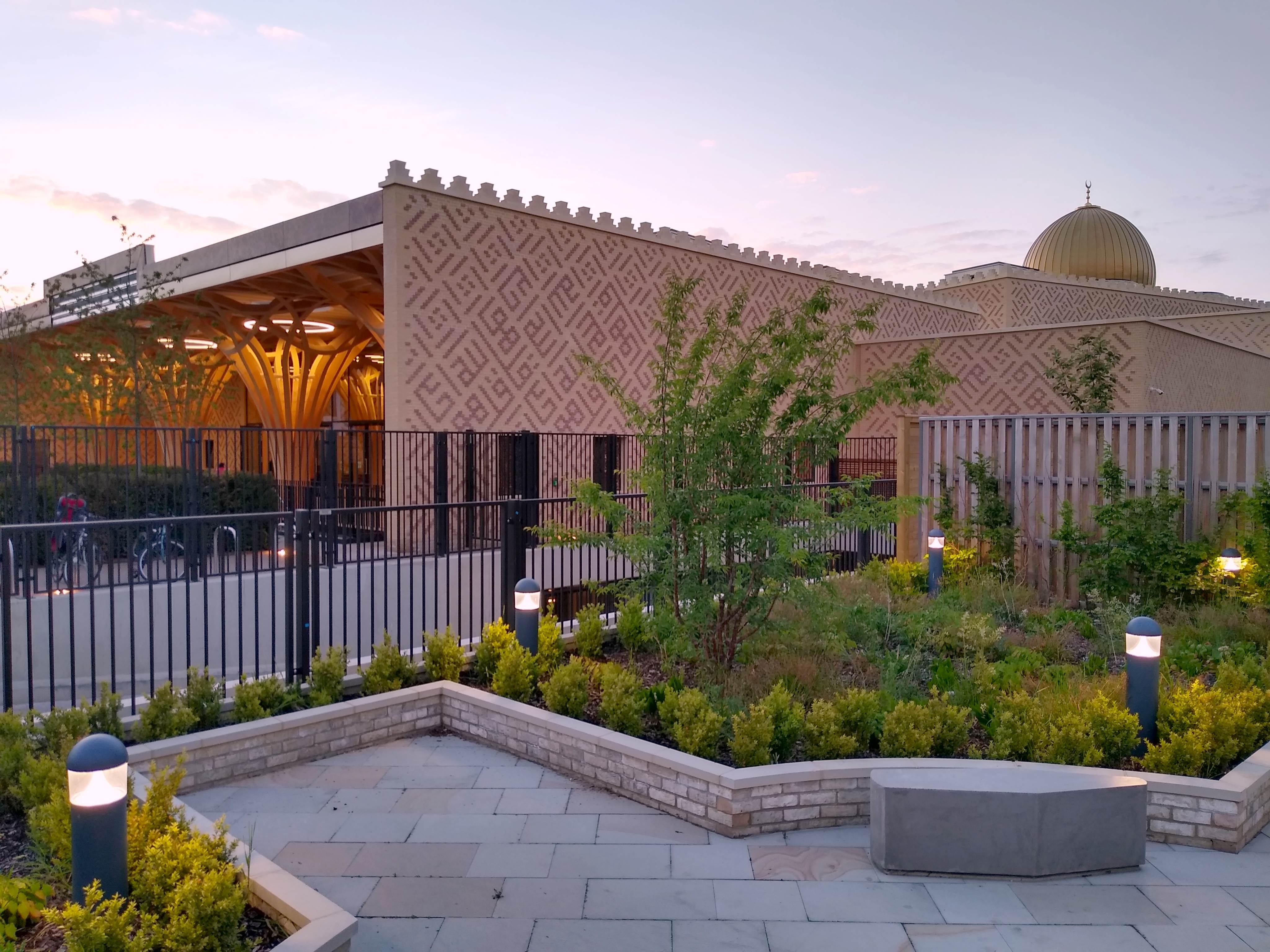
Seitenansicht

Die  Cambridge Mosque (deutsch Cambridge-Moschee) bzw. Abu Bakr Siddiq Mosque ist eine nach Abu Bakr, dem ersten Anhänger und Schwiegervater des Propheten Mohammed, benannte Moschee in der Mawson Road in Cambridge, Vereinigtes Königreich. Einer ihrer Imame ist der Vorsitzende des Cambridge Muslim Council und Fund Raising Manager der Cambridge Muslim Welfare Society Sejad Mekić aus Bosnien, der die bosnische und britische Staatsangehörigkeit besitzt. Die Moschee soll Ende 2018[veraltet] fertiggestellt werden.

## Cambridge New Mosque Project
Das Cambridge New Mosque Project bzw. Cambridge Mosque Project ist ein geplanter Neubau einer Großmoschee in der benachbartem Mill Road, der in der britischen Öffentlichkeit teilweise kontrovers diskutiert wird. Die Trustees des Muslim Academic Trust (Registered Charity No. 1065784): Abdal Hakim Murad (Timothy Winter), Yusuf Islam (Cat Stevens), Tijani Gahbiche haben zur Unterstützung aufgerufen.
Der zum Islam konvertierte britisch-zypriotische Sänger Cat Stevens erwartet für das Cambridge Moschee Projekt Unterstützung von der Türkei. Die Kosten für das Moschee-Projekt sollen sich auf 20,3 Millionen Euro belaufen, insgesamt tausend Personen sollen Platz im Gebetsraum haben. Architekten der neuen Moschee seien David Marks und Julia Barfield.

## Videos
- Cambridge Central Mosque: A New Mosque in Cambridge auf YouTube, 25. Februar 2009 (englisch; “A brief introduction to the Cambridge Mosque Project, its future plans […]”, mit Scheich Abdal Hakim Murad, Habib Ali und Sejad Mekić; Laufzeit: 3:28 min).
- Cambridge Central Mosque: Cambridge & Community Leadership auf YouTube, 16. August 2010 (englisch; Gespräch mit Scheich Hamza Yusuf: “Shaykh Hamza Yusuf talks about Cambridge Mosque Project, […] and aspects of community leadership”; Laufzeit: 14:21 min).
- Cambridge ISoc: Cambridge Mosque 2011 Summer Stroll Trailer auf YouTube, 20. April 2011 (englisch; Laufzeit: 1:08 min).
- Granit Tahiraj: First Look Video The Cambridge Mosque Experience auf YouTube, 16. Mai 2013 (englisch; Laufzeit: 1:02 min).